# Antonín Bečvář
Antonín Bečvář (Stará Boleslav, 10 de juny de 1901 – 10 de gener de 1965) fou un astrònom txec, actiu a Eslovàquia, fundador de l'observatori de Skalnaté Pleso, a l'Alt Tatra.
Descobrí el cometa C/1947 F2 (Bečvář), també conegut amb les designacions 1947 III i 1947 c. Realitzà la compilació Atlas Coeli Skalnate Pleso (1951), publicada per l'Sky Publishing Corporation com a Skalnate Pleso Atlas of the Heavens. També compilà el catàleg Atlas eclipticalis, 1950.0 (1958), l'Atlas borealis 1950.0 (1962) i l'Atlas australis 1950.0 (1964).
L'asteroide (4567) Bečvář i el cràter Bečvář a la Lluna foren batejats en honor seu.